# Tadjnout
Tadjnout, est une commune rurale[réf. nécessaire] du cercle de Tessalit, au Mali, situé au cœur du massif montagneux de l'Adrar des Ifoghas, dans les environs immédiats se trouvent des sites de gravures rupestres, et des gueltas.

## Santé
En 2005, un centre de santé, un CESCOM, a été implanté avec l'aide de l'association française Afrikained de Montauban, ainsi que de l'association AIADD Solidarité de Coubron.